# Rioraja
Rioraja es un género de peces de la familia de los Rajidae en el orden de los Rajiformes.

## Especies
- Rioraja agassizii (Müller & Henle, 1841)